# 1974年10月イギリス総選挙

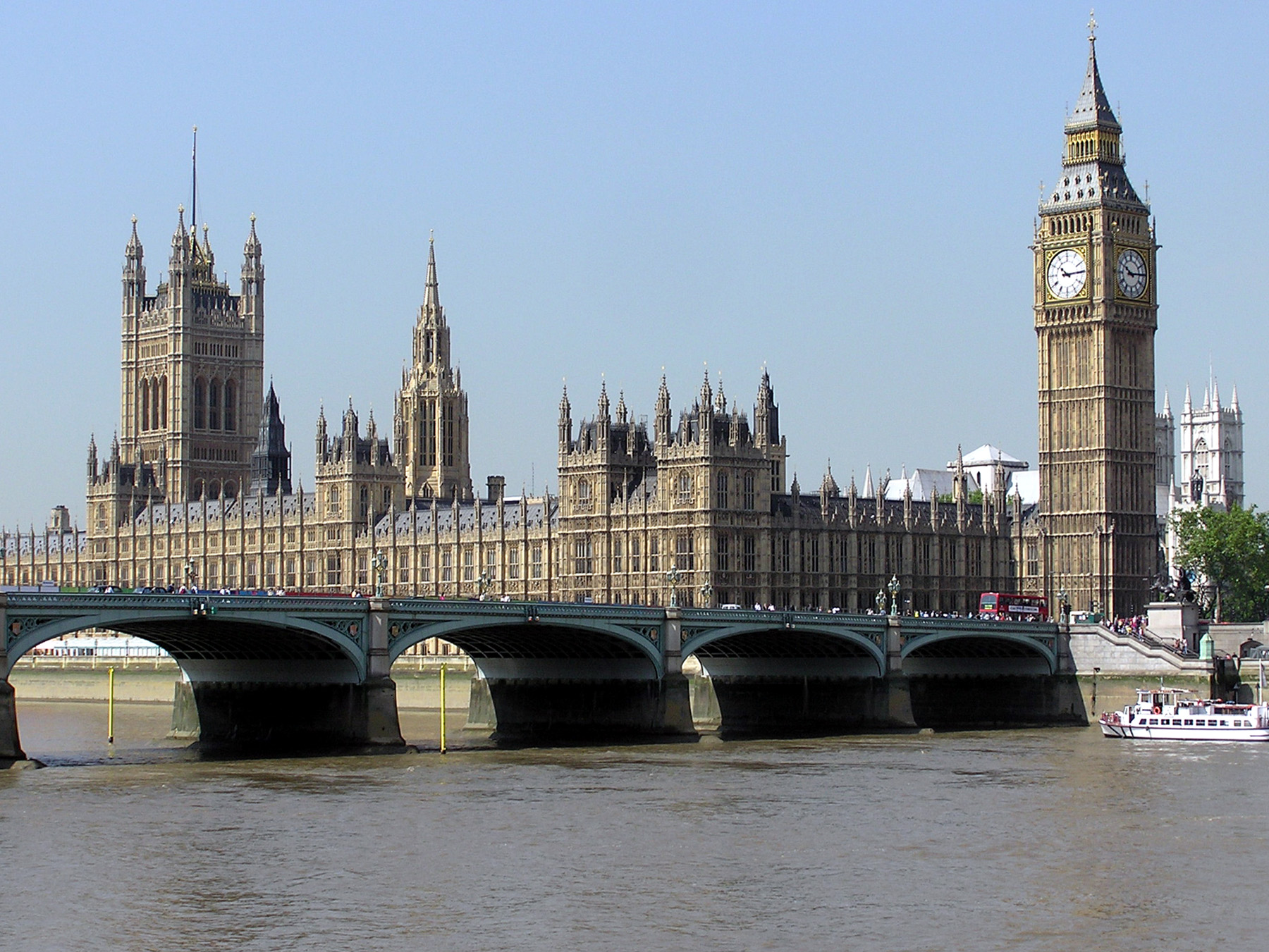
英国議会議事堂（ビッグ・ベン）

1974年10月イギリス総選挙（1974ねん10がつイギリスそうせんきょ、United Kingdom general election of October 1974）は、英国議会（正式名称：グレートブリテン及び北アイルランド連合王国議会）の議員を選出するため、1974年10月10日に行われた英国における総選挙である。

## 概要

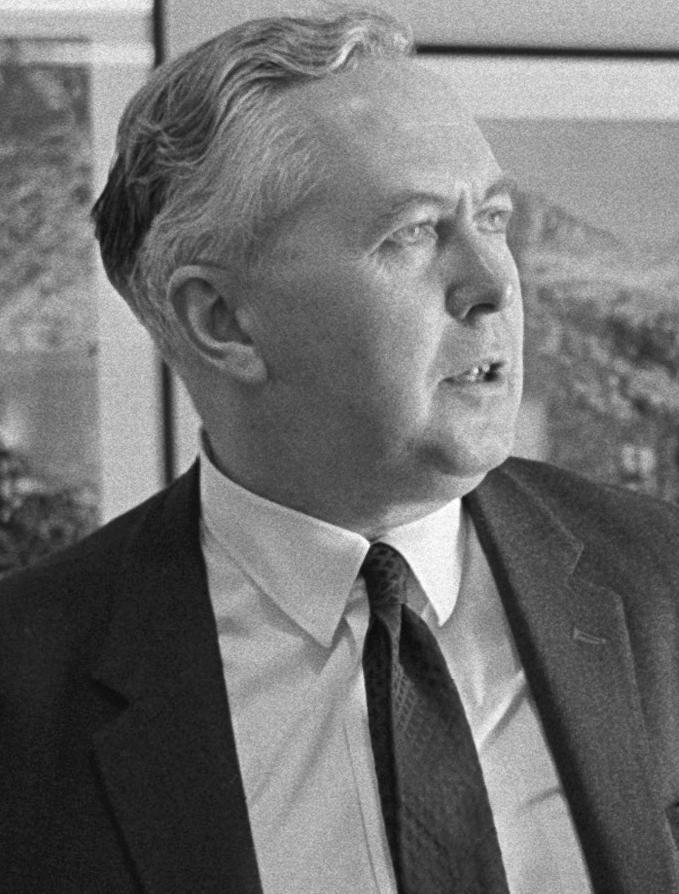
ウィルソン首相

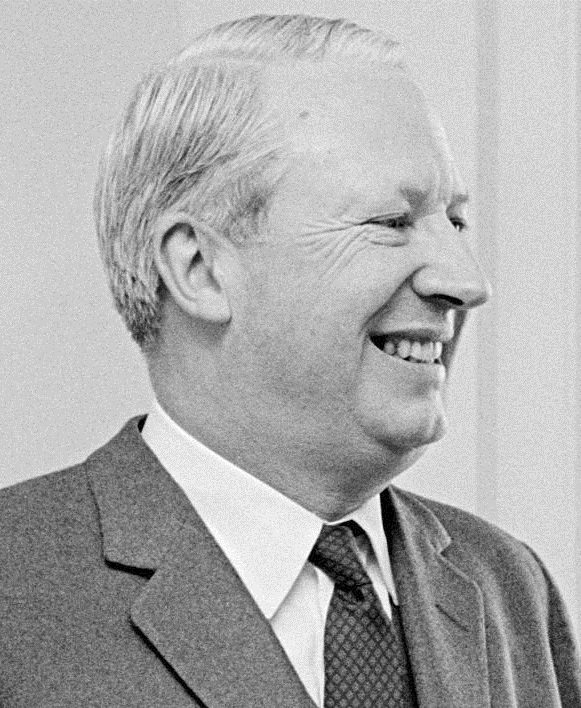
エドワード・ヒース保守党党首（前首相）

この年の2月に行われた総選挙で労働党は、過半数の議席は得られなかったが、保守党を上回る議席を得たため、自由党の協力を得た上で、4年ぶりに政権の座についた。しかし、単独では過半数を下回る少数内閣であったため、下院を解散し、改めて選挙が行われた。

## 選挙データ
- 選挙時の首相：ハロルド・ウィルソン（労働党）……1974年2月の総選挙で首相に返り咲いた。
- 議会構成：上院（貴族院）と下院（庶民院）の両院で構成されるが、貴族院の議員は世襲貴族や一代貴族から選出されるので、下院議員だけが総選挙で選出される。
- 下院議員の任期：議員の任期は5年であるが、任期満了前に解散されることが多い。今回は、同年2月に選挙が行われ、9月に解散されたため、在職期間は一年にも満たなかった。
- 改選議席数：635議席
- 選挙制度：各選挙区で最多得票を得た候補者のみが当選する完全小選挙区制

## 選挙結果
- 投票日：1974年10月10日
- 投票者数：40,072,970名
- 投票率：72.8％
- 候補者総数：2,252名

| 党派    | 党派         | 党派                   | 得票数     | ％   | 候補 | 当選 |
| ------- | ------------ | ---------------------- | ---------- | ---- | ---- | ---- |
|         | Labour       | 労働党                 | 11,457,079 | 39.3 | 623  | 319  |
|         | Conservative | 保守党                 | 10,462,565 | 35.8 | 622  | 277  |
|         | Liberal      | 自由党                 | 5,346,704  | 18.3 | 619  | 13   |
| SNP     | SNP          | スコットランド国民党   | 839,617    | 2.9  | 71   | 11   |
| UU      | UU           | アルスター統一党       | 256,065    | 0.9  | 7    | 6    |
| PC      | PC           | ブライド・カムリ       | 166,321    | 0.6  | 36   | 3    |
| SDLP    | SDLP         | 社会民主労働党         | 154,193    | 0.5  | 9    | 1    |
| VUUP    | VUUP         | ヴァンガード連合進歩党 | 92,262     | 0.3  | 3    | 3    |
| UDUP    | UDUP         | アルスター民主統一党   | 59,451     | 0.2  | 2    | 1    |
| Ind Rep | Ind Rep      | 独立アイルランド共和党 | 32,795     | 0.1  | 1    | 1    |
| 合計    | 合計         | 合計                   | 合計       | 合計 | 合計 | 635  |

有効得票総数：29,189,104票

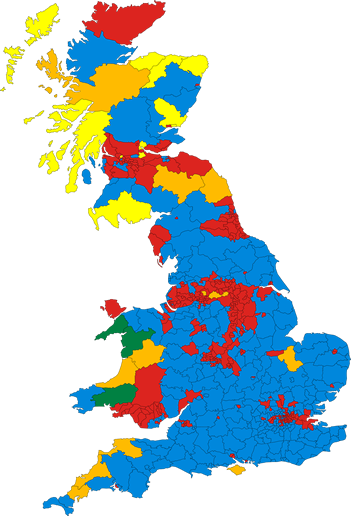
1974年10月選挙における党派別議席分布地図。赤は労働党、青は保守党がそれぞれ議席を得た選挙区を示している。

- 出典：General Election Results 1885-1979。議席を獲得できなかった政党については除外した。